# Aeroportul Beaver
Aeroportul Beaver (IATA: WBQ, ICAO: PAWB, FAA LID: WBQ) este un aeroport din Alaska, Statele Unite ale Americii ce deservește zona Beaver Village⁠(d). Aeroportul a fost tranzitat în 2019 de 1.984 de pasageri. A fost numit după zona deservită.
Situat la o altitudine de 109 m, aeroportul dispune de 1 pistă. Este operat de Alaska Department of Transportation & Public Facilities⁠(d).

## Infrastructură

### Piste
Aeroportul dispune de o singură pistă. Pista 05/23 are dimensiunile 3.934 picioare × 75 picioare. 